# Исузу
Исузу (на английски: Isuzu Motors Ltd; на японски: いすゞ自動車株式会社; произн. на японски: Исудзу) е японска компания, един от най-големите производители в света на дизелови двигатели, товарни автомобили и автобуси. Isuzu е първият производител на автомобили в Япония. Фирмата е кръстена на японската река Исудзу.
Първите автомобили са произведени по лиценз на английската фирма Wolseley.
Историята на компанията започва през 1916 г., когато компаниите Tokyo Ishikawajima Shipbuilding и Engineering Co., Ltd. решават да си сътрудничат с компаниите Tokyo Gas и Electric Industrial Co. за строене на автомобили. През 1922 г. е произведена първата пътническа кола японско производство – Wolseley A9.
През 1937 г. компанията е реорганизирана под името Tokyo Automobile Industries Co., а през 1949 г. приема името Isuzu, което в превод означава „петдесет звънци“. Главният офис на компанията е в Токио. На 7 ноември 2006 г. Toyota придобива 5,9% от Isuzu, което го прави третият по големина акционер след Itochu Corporation и Mitsubishi Motors.
Сега Isuzu държи първо място в света по производство и продажби на товарни автомобили в класа до 7,5 тона.
С дизеловите двигатели на Isuzu работят автомобилите на General Motors, в т.ч. Opel, Vauxhall, SAAB, а така също някои модели на Renault. Към 2009 г. компанията е произвела над 21 милиона дизелови двигатели.